# Mrke alge
Mrke alge (Phaeophyta) su grupa autotrofnih eukariota iz grupe Heterokonta. Žive uglavnom u hladnim morima, u svim životnim zajednicama. Značajne su kao primarni producenti organskih supstanci, kiseonika, pružaju utočište sitnijim organizmima od grabljivica, a od njih se dobijaju jod, alginati, alkohol manit i dr.
Mrke alge su veoma stara grupa algi koje su u toku svoje evolucije dostigle veoma visok nivo, kako po svom morfološko izgledu — anatomskoj građi, tako i po složenosti procesa razmnožavanja. Upadljiva mrka boja odlikuje sve pripadnike razdela.

## Građa

### Građa vegetativne ćelije
Vegetativna ćelija je obavijena ćelijskim zidom, koji je celulozno-pektinske prirode. Spoljašnji slojevi su pektinski, bubre u vodi tako da su mrke alge sluzave. Izuzetak su pripadnici razdela kod kojih u toku života dolazi do kalcifikacije ćelijskog zida. U centru ćelije je krupna vakuola, a uz ćelijski zid, bezbojna citoplazma. U citoplazmi se obično nalaze jedno krupno jedro i veći broj sitnih, hromatofora, koji se kod mrkih algi nazivaju feoplasti. U feoplastima se nalaze pigmenti iz grupe hlorofila (hlorofil a i c) i karotenoida. Za mrke alge posebno je specifičan fukoksatin, ksantofil, koji im daje mrku boju. U citoplazmi se u obliku sitnih, razbacanih zrnaca nalazi rezervna supstanca — polisaharid laminarin.

### Građa talusa
Među mrkim algama nema jednoćelijskih i kolonijskih organizama. Manji broj pripadnika ovog razdela ima končast, korast, listolik ili žbunast talus, ponekad mikroskopskih dimenzija. Većina pak ima kormoidan talus koji je vidljiv golim okom, a kod nekih rodova se njegove dimenzije mere metrima, pa i desetinama metara. U poslednjem slučaju, na poprečnom preseku kroz talus zapažaju se pojedine zone izgrađene od ćelija različitog oblika, veličine i funkcije. U pogledu svog morfološkog izgleda i anatomske građe evoluciono najnaprednije mrke alge predstavljaju najviši nivo među algama uopšte.

## Razmnožavanje
Mrke alge se razmnožavaju vegetativno, sporulativno i polno. Vegetativno razmnožavanje se obavlja u delovima talusa. Sporulativno razmnožavanje se obavlja putem različitih vrsta pokretnih i nepokretnih spora. Polno razmnožavanje se kod najprimitivnijih obavlja izogamijom, kod manje primitivnih heterogamijom, a kod evoluciono najnaprednijih oogamijom. Uobičajeno je da se u ciklusu razvića javlja pravilna smena dveju biljaka — gametofita (na kojem se obrazuju gameti) i sporofita (na kojem se obrazuju spore), tj. javlja se smena „generacija”. Smena „generacija” može da bude izomorfna (gametofit i sporofit se po obliku i veličini međusobno ne razlikuju) ili heteromorfna (gaetofit i sporofit se po obliku i veličini međusobno veoma razlikuju).
Kod najvećeg broja mrkih algi u toku sporulativnog razmnožavanja obrazuju se pokretne spore planospore (često se pogrešno označavaju kao zoospore). Samo kod jedne grupe unutar Pheophyta sporulativno razmnožavanje obavlja se obrazovanjem nepokretnih spora — tetraspora (obrazuju se četiri spore u jednoj sporangiji — tetrasporangiji).
Izogamija označava pojavu spajanja (kopuliranja) dva gameta koji su istog oblika, veličine i pokretljivosti. Ukoliko se spajaju dva pokretna gameta od kojih je jedan krupniji i slabije pokretan, takvi polni proces se označava kao heterogamija.
Polni proces velikog broja mrkih algi je tipična oogamija, sa određenim specifičnostima kod pojedinih pripadnika. U toku životnog ciklusa kod takvih algi se ne javlja gametofit kao posebna biljka. Gametofit se u vrlo redukovanom obliku razvija na samom sporofitu.

## Sistematika
Mrke alge su svrstane u tri klase. U osnovi, podeljene su na osnovu životnog ciklusa.
1. Sa izomorfnom smenom „generacija” — najprimitivnije
2. Sa heteromorfnom smenom „generacija”
3. Bez smene „generacije”, najnapredniji

## Ekologija i rasprostranjenost
Mali broj vrsta, unutar svega tri roda, naseljava slatku vodu. Sve ostale mrke alge naseljavaju mora širom sveta. Najbujnije se razvijaju u hladnim morima jer im odgovaraju umerene i niske temperature i povećana količina hranljivih, mineralnih supstanci. Najbrojnije su na dubinama od 6 do 15 m. U zoni plime i oseke česti su i brojni pripadnici rodova Fucus i Posetelsia, nešto dublje od rodova Sargassum i Cystoseria. Rodovi Laminaria, Macrocystis, Nereocystis itd., najkupniji su fotosintetički organizmi u vodi. Ove krupne alge često u morima obrazuju prave podvodne livade, a najkrupniji oblici povodne šume. Manji broj pripadnika razdela živi na većim dubinama, ponekad i do 250m. Mrke alge su brojne i u Jadranskom moru. Posebno je interesantna i česta alga Fucus virsoides (bračić), koja živi samo u Jadranskom moru (endemit Jadranskog mora).

## Značaj mrkih algi
Mrke alge su u morima od izuzetnog značaja kao primarni producenti organskih supstanci (moguće je sakupiti i preko 30 kg/m² sveže mase mrkih algi) i kiseonika. S druge strane, u podvodnim „livadama” i „šumama” koje ove alge grade svoje utočište i zaštitu od grabljivica, kao i područje za svoje razmnožavanje, nalaze mnogo sitniji životinjski organizmi.
Neke mrke alge čovek od davnina koriti za sopstvenu ishranu i ishranu životinja. Iz talusa Phaeophyta se izdvajaju različite supstance (jod, alginati, alkohol manit itd.) koje nalaze primenu u prehrambenoj, tekstilnoj, farmaceutskoj i drugim industrijama. U primorskim krajevima mrke alge se sakupljaju i koriste za đubrenje zemljišta, a ukoliko sadrže veće količine krečnjaka, i za poboljšavanje njegovog kvaliteta.